# Ренхен
Ренхен (нім. Renchen) — місто в Німеччині, знаходиться в землі Баден-Вюртемберг. Підпорядковується адміністративному округу Фрайбург. Входить до складу району Ортенау.
Площа — 32,08 км2. Населення становить 7387 ос. (станом на 31 грудня 2020).

## Особистості
- Мартін Кносп — борець вільного стилю, чемпіон світу та Європи, срібний призер Олімпійських ігор.